# Gurdon Saltonstall Mumford
Gurdon Saltonstall Mumford (New London, 29 gennaio 1764 – New York, 30 aprile 1831) è stato un politico statunitense.
Fu deputato presso la Camera dei rappresentanti degli Stati Uniti per lo Stato di New York.

## Biografia
Nato il 29 gennaio 1764 a  New London nel Connecticut, gli fu dato il secondo nome in onore del nonno materno. Era il secondo figlio di David Mumford Sr., un discendente di Thomas Mumford (uno dei primi coloni del Rhode Island), e di Rebecca Winthrop Mumford, nata Saltonstall, una nipote di Gurdon Saltonstall, 25º Governatore coloniale del Connecticut. Frequentò le scuole pubbliche. Grazie all'influenza dello zio, ambasciatore degli Stati Uniti in Francia, Silas Deane (marito della sorella più giovane di sua madre, Elizabeth Saltonstall), fu segretario privato di Benjamin Franklin durante l'ultimo periodo di soggiorno ufficiale a Parigi di quest'ultimo.
Nel 1785, tornò in America con Franklin e si stabilì a New York ove divenne socio dei suoi fratelli come venditore a provvigione nel 1791. Nel 1805 fu eletto per il Partito Democratico-Repubblicano al 9º Congresso degli Stati Uniti d'America per sostituire il dimissionario Daniel D. Tompkins. Tra i suoi colleghi da New York nel Congresso vi erano George Clinton Jr., Henry W. Livingston, Uri Tracy, Philip Van Cortlandt e Killian K. Van Rensselaer. Fu rieletto al decimo e all'undicesimo Congresso rimanendo in carica dal 4 marzo 1805 a 3 marzo 1811. Durante la sua permanenza alla Camera, presiedette il Comitato sul Commercio e Industria della Camera di commercio durante il 9º Congresso. Mumford fu un elettore presidenziale nel 1812 e votò per DeWitt Clinton e Jared Ingersoll.
Ritiratosi dalla politica attiva, fu nominato direttore della Banca Mellon di New York nel 1812 e aprì un ufficio di brokeraggio a Wall Street nel 1813. Mumford fu uno dei fondatori originali della Borsa di New York e dal 1818 al 1824, ne fu il secondo presidente, succedendo ad Anthony Stockholm. Mumford fu anche membro della Società Francese di Beneficenza di New-York (nota anche come French Benevolent Society of New York), istituita per aiutare gli immigranti bisognosi francesi e svizzeri nel 1806, che oltre a questo fu anche un club per i suoi membri.

## Vita privata
Il 2 novembre 1793, Mumford sposò Anna Van Zandt nel tempio della Chiesa Riformata Olandese. Dalla coppia nacquero:
- Benjamin Franklin Mumford (1796–1817)
- Tobias Van Zandt Mumford (1796–1875), che sposò Mary Oliver Manwaring di Philadelphia. Dopo la di lei morte, egli sposò Catherine Brooks di New York.[2]

Dopo la morte della sua prima moglie egli si risposò con Letizia Van Toren nel 1810. Insieme essi vissero al 23 di Broadway e furono i genitori di:
- Gurdon Saltonstall Mumford Jr. (1811–1870), che sposò Catherine A. Snow (nata nel 1819) nel 1866.[2]
- George Clinton Mumford (nato 1812), che morì bambino.[2]
- Anne Letitia Mumford (nata nel 1812), che sposò John Osgood.[2]
- Emma Letitia Mumford (1814–1879), che morì nubile.[2]
- George Washington Mumford (nato nel 1814), che morì infante.[2]
- George Lafayette Mumford, che morì infante.[2]
- Mary Margarita Mumford (1826–1888), che sposò Aaron Price Ransom (1825–1893) nel 1846.[2]
- Cornelia Matilda Mumford, che sposò George Warren Geer.[5]

Egli morì di una lunga malattia a New York il 30 aprile 1831 e la sua salma fu inumata nel Cimitero dell'Antica chiesa collegiata olandese.